# Zons
Zons egy város az Alsó-Rajna bal partján. Az 1975-ben véghezvitt önkormányzati átszervezéstől kezdve mintegy 5370 lakosával együtt (2010. június 30.-i adat) Dormagen városrésze lett.

## Fekvése
Dormagentől 2 km-rel északkeletre fekvő település.

## Leírása

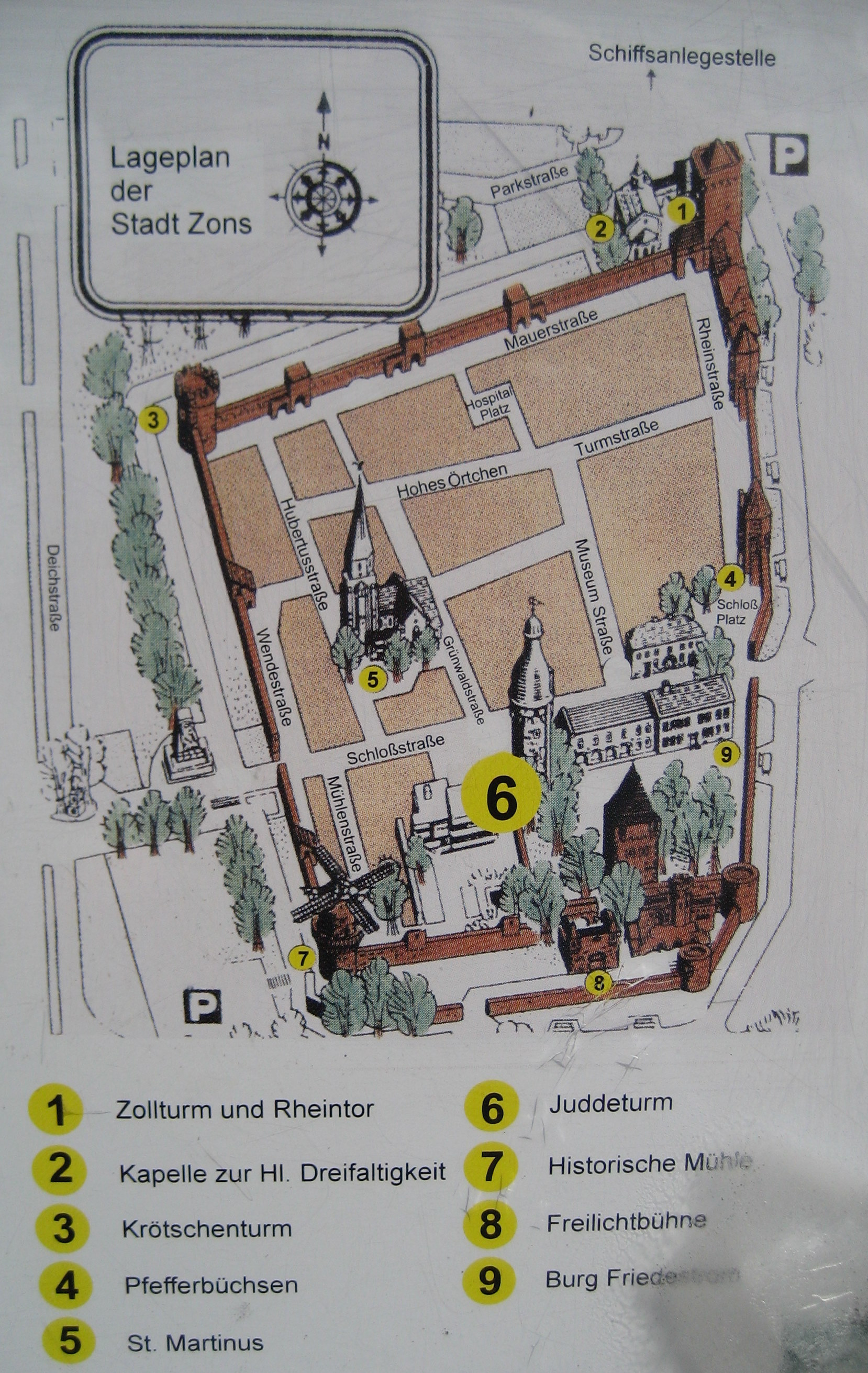

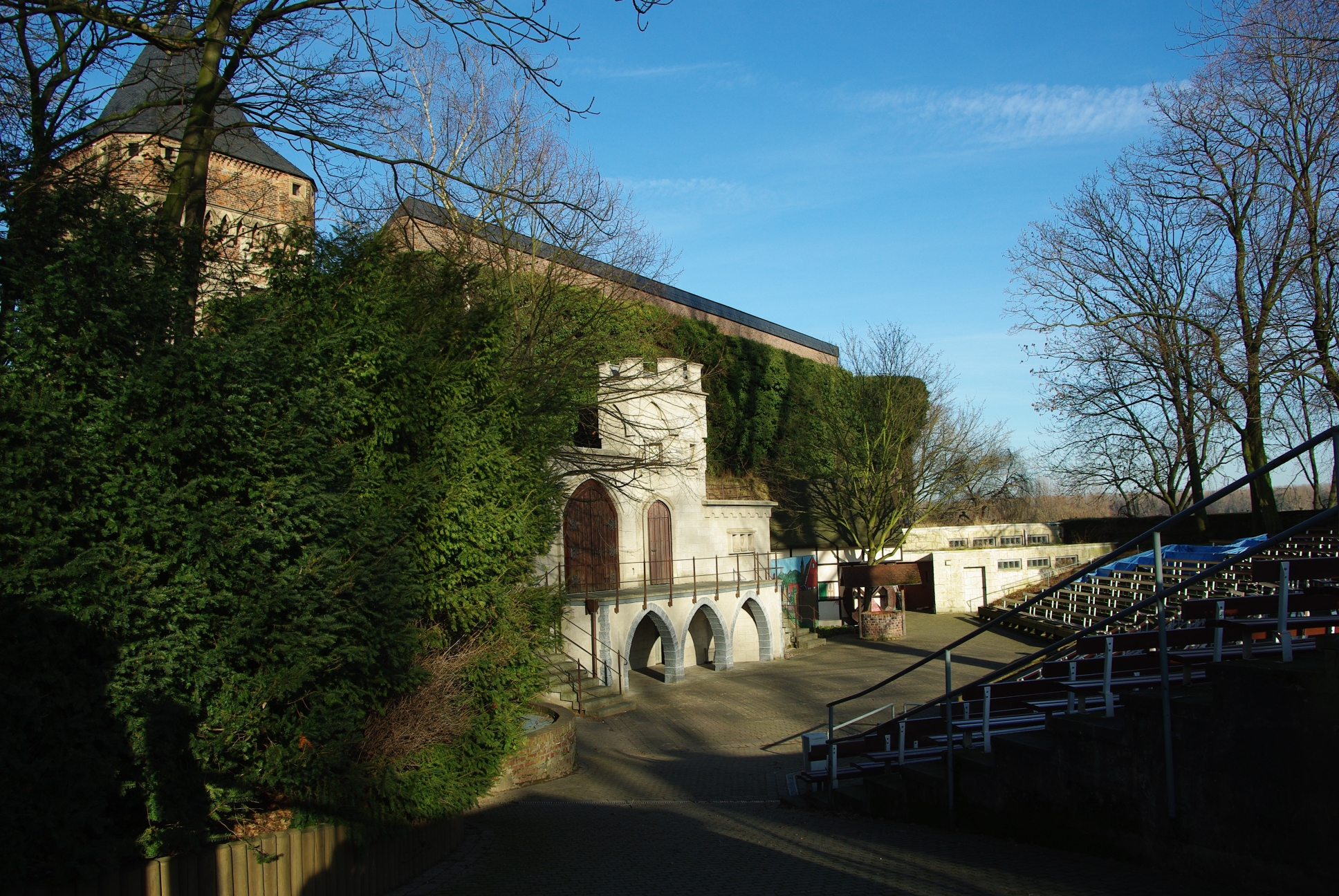
Zons, Szabadtéri színpad

A Rajna mellett fekvő festői Zons csaknem teljes épségében és zártságában megőrizte középkori emlékeit. A város a Rajnán egészen 1767-ig önálló vámjoggal rendelkezett.
A kölni fejedelmek által emelt négyzet alakú egykori várerődítésének falai közt ma a zonsiak mintegy ötöde él. 
A későbbi változások is megkímélték a vár falait, masszív tornyait, középkori templomát is.
Várának szabadtéri színpadán nyaranta előadásokat is tartanak.

## Galéria

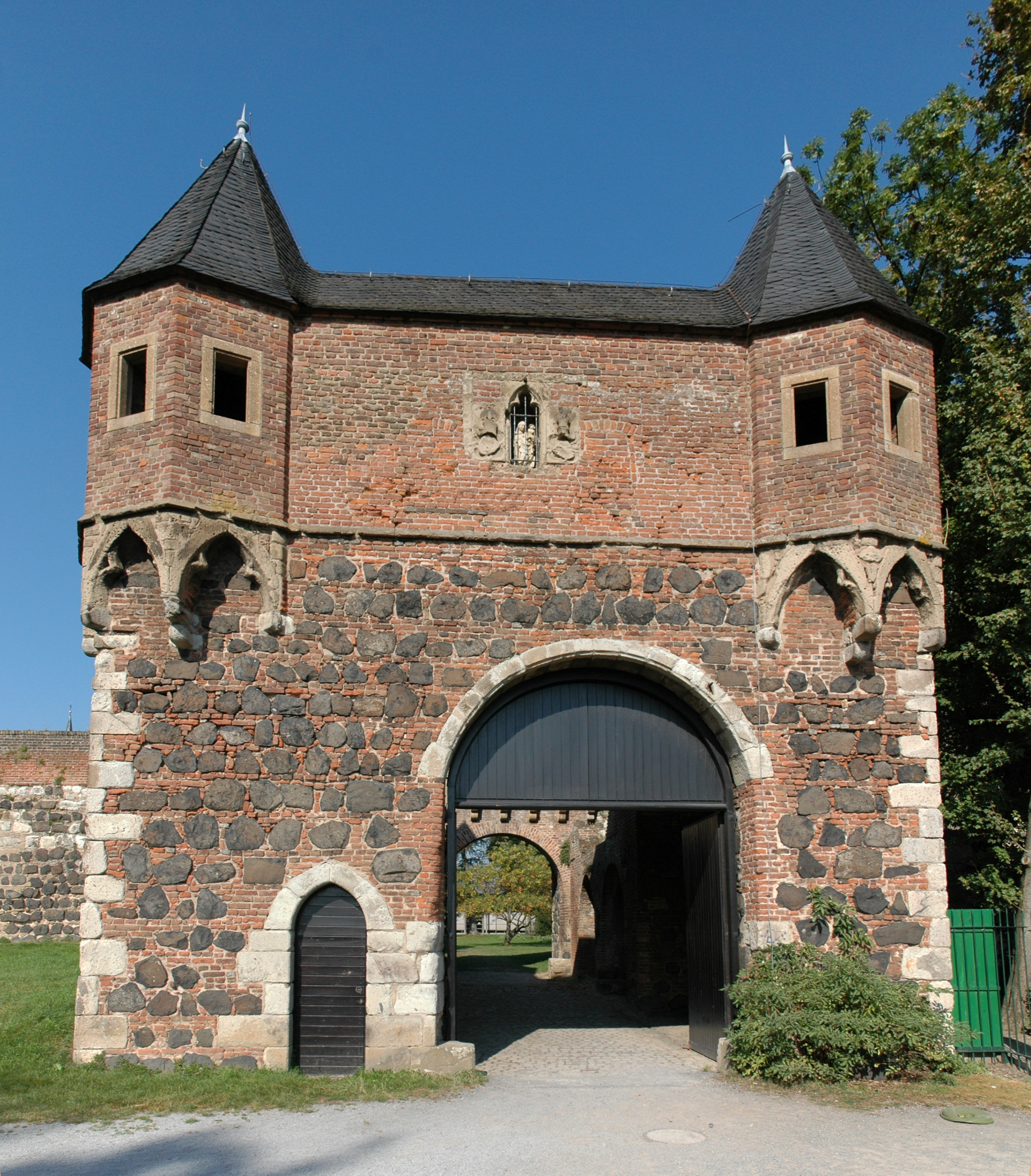
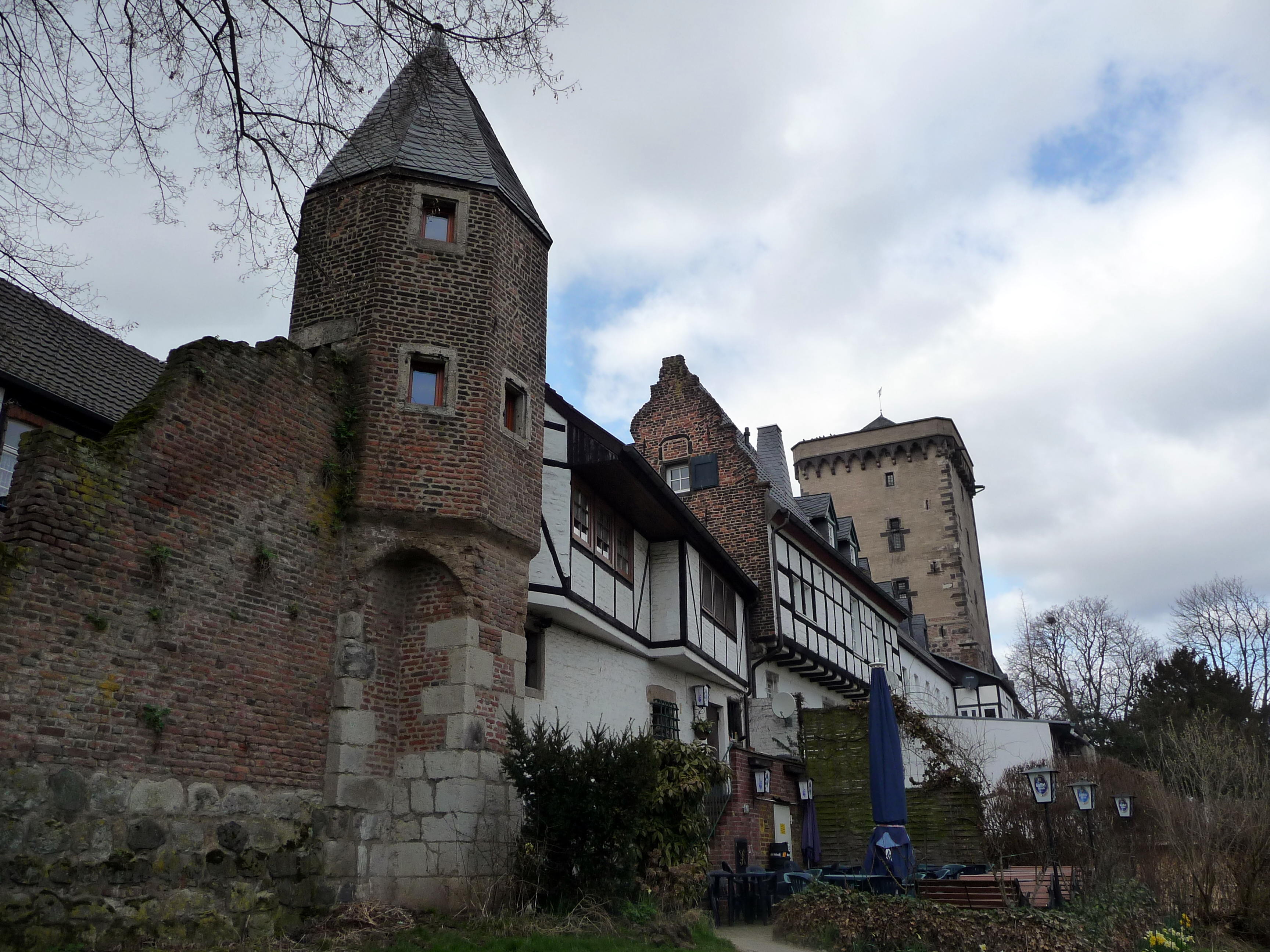
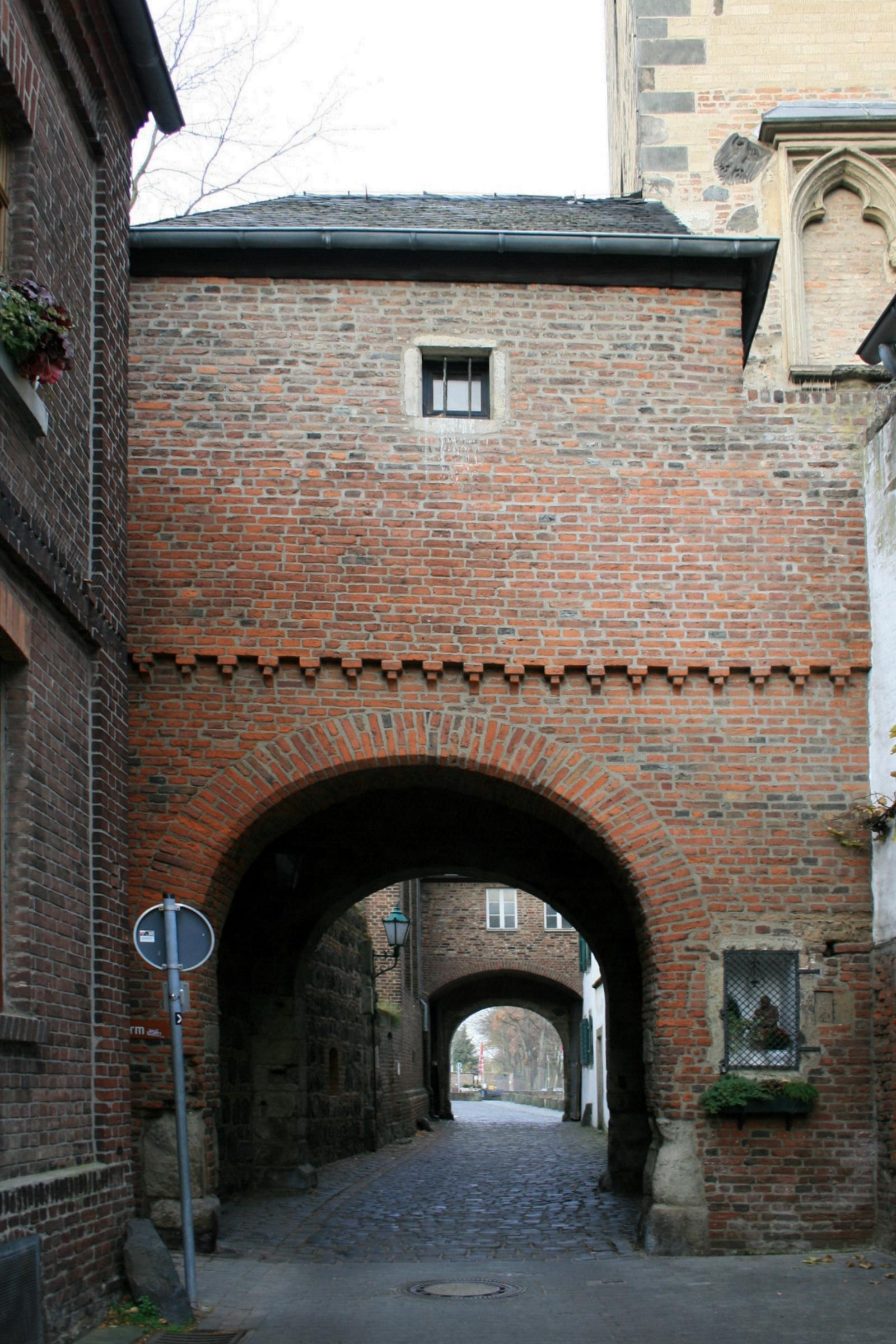
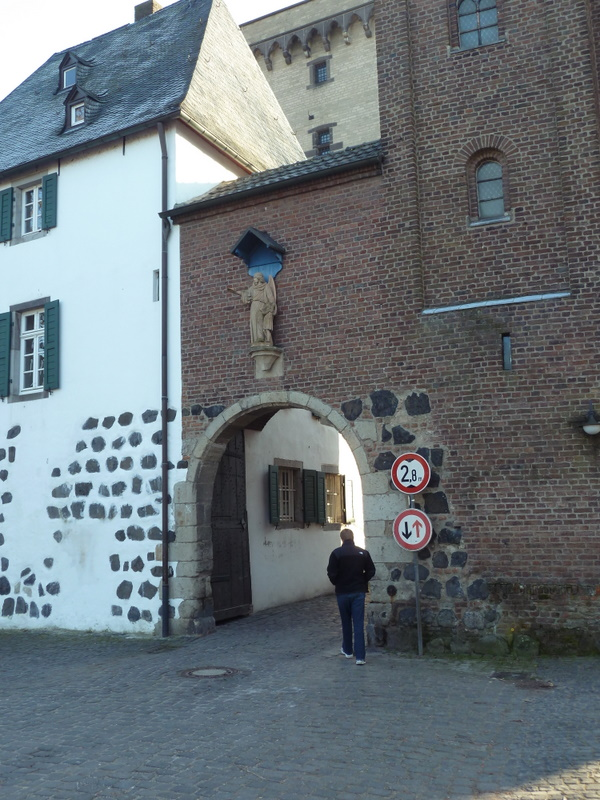
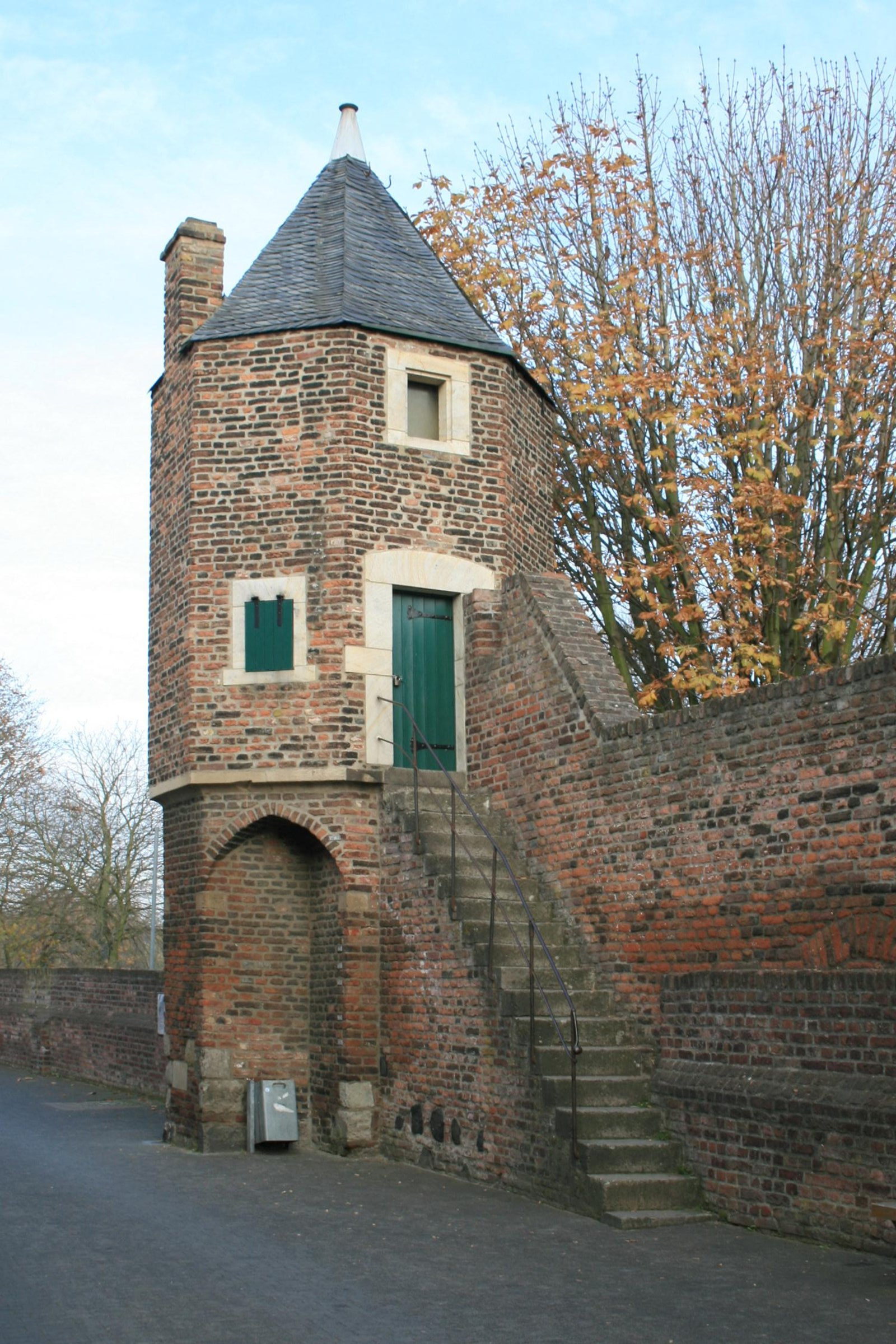
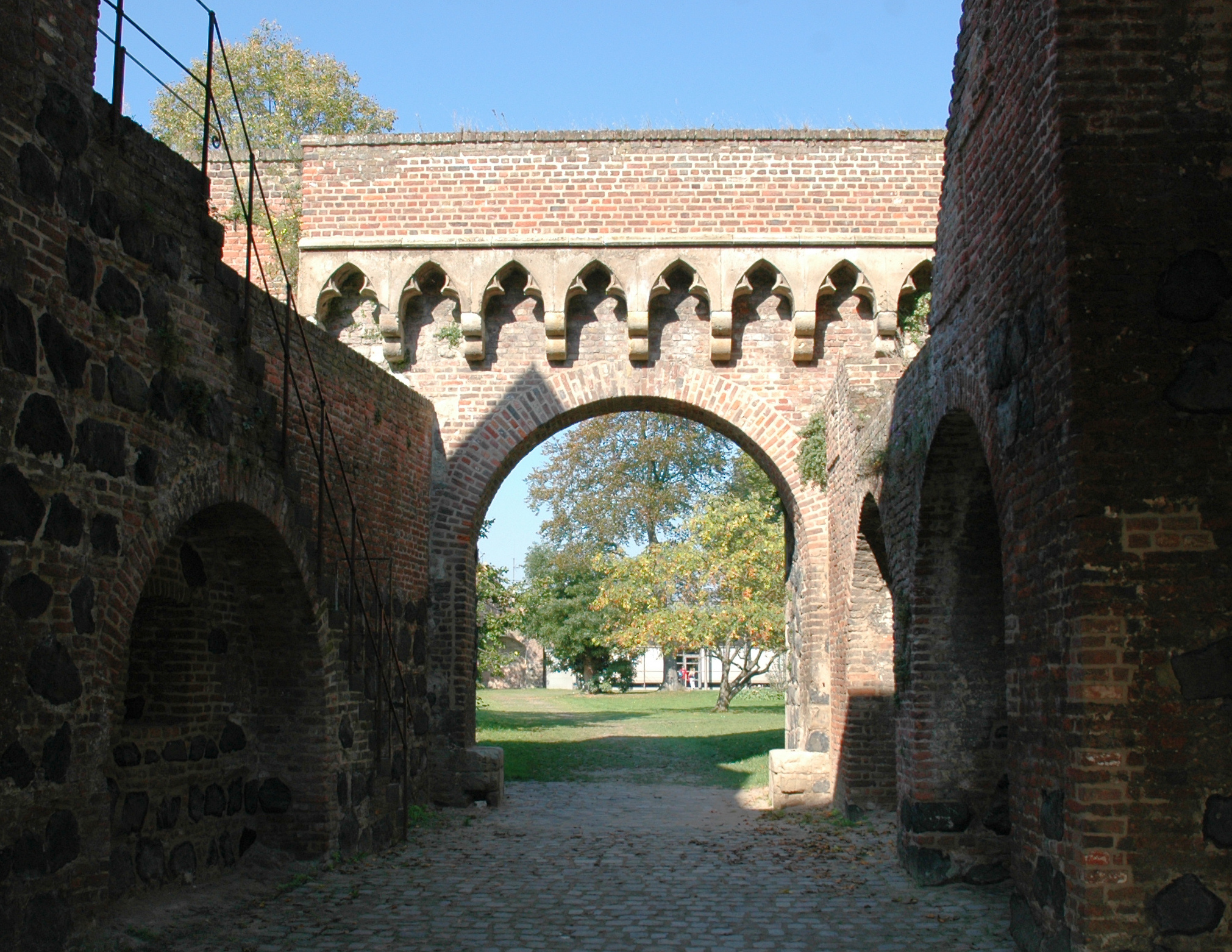
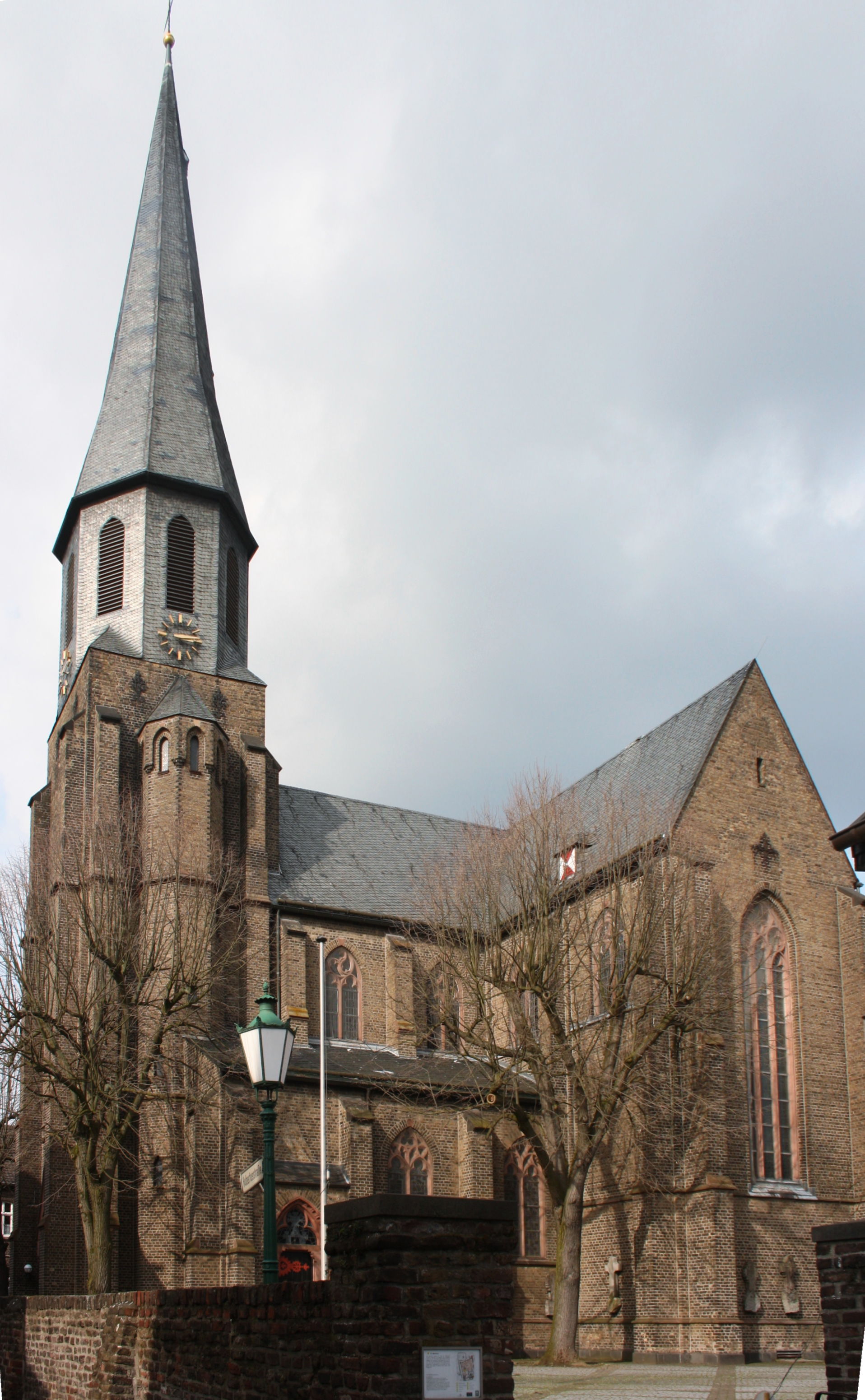
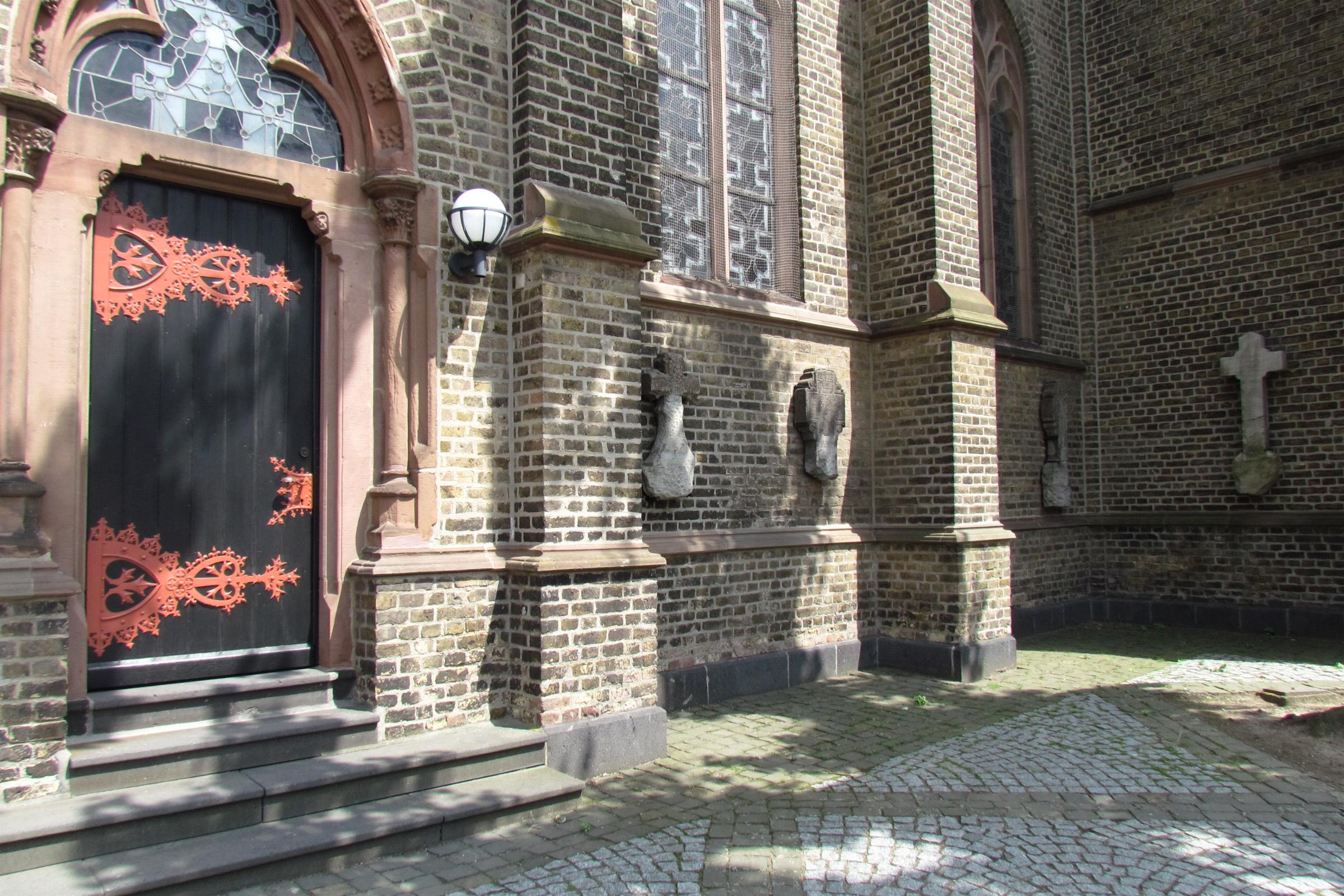
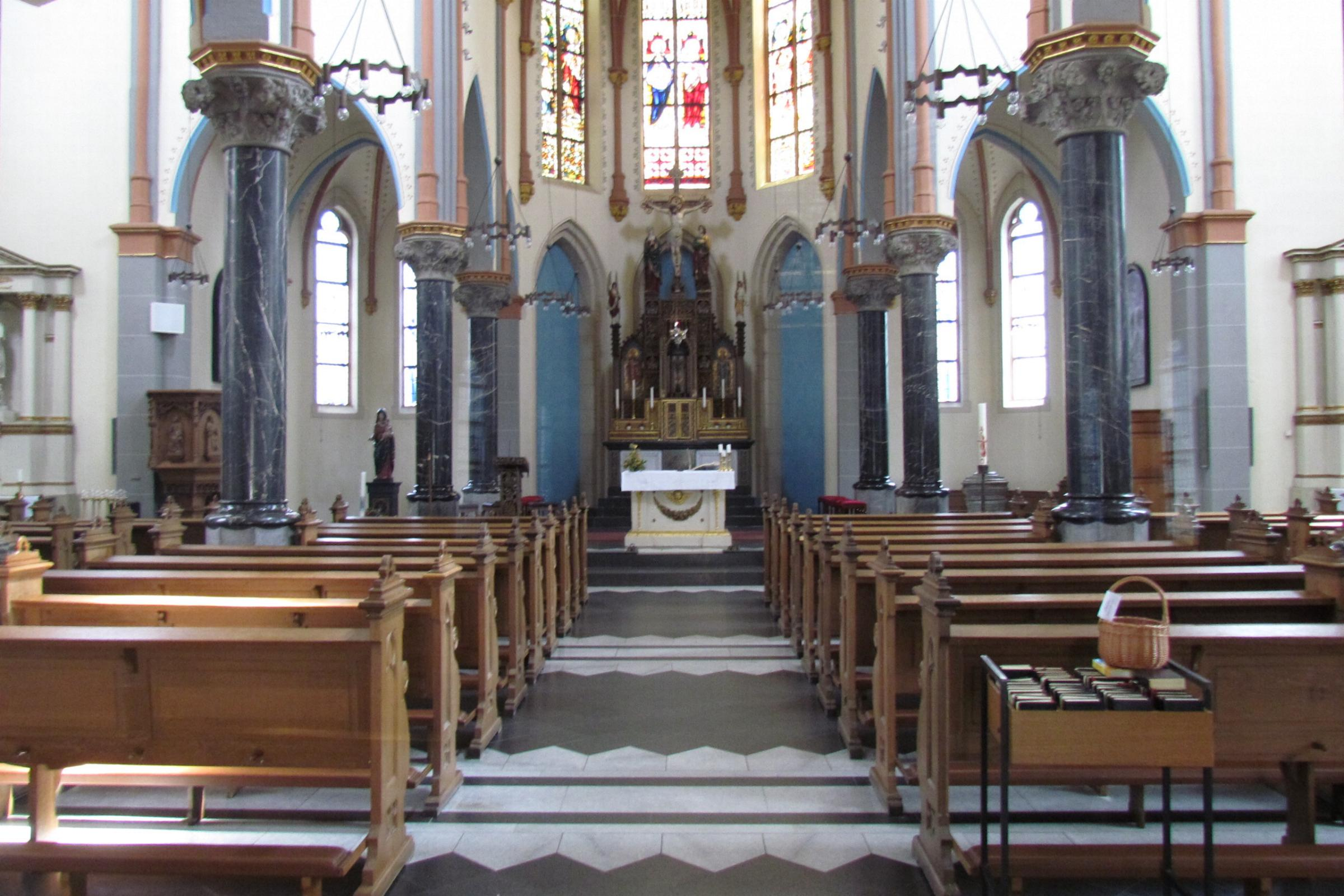
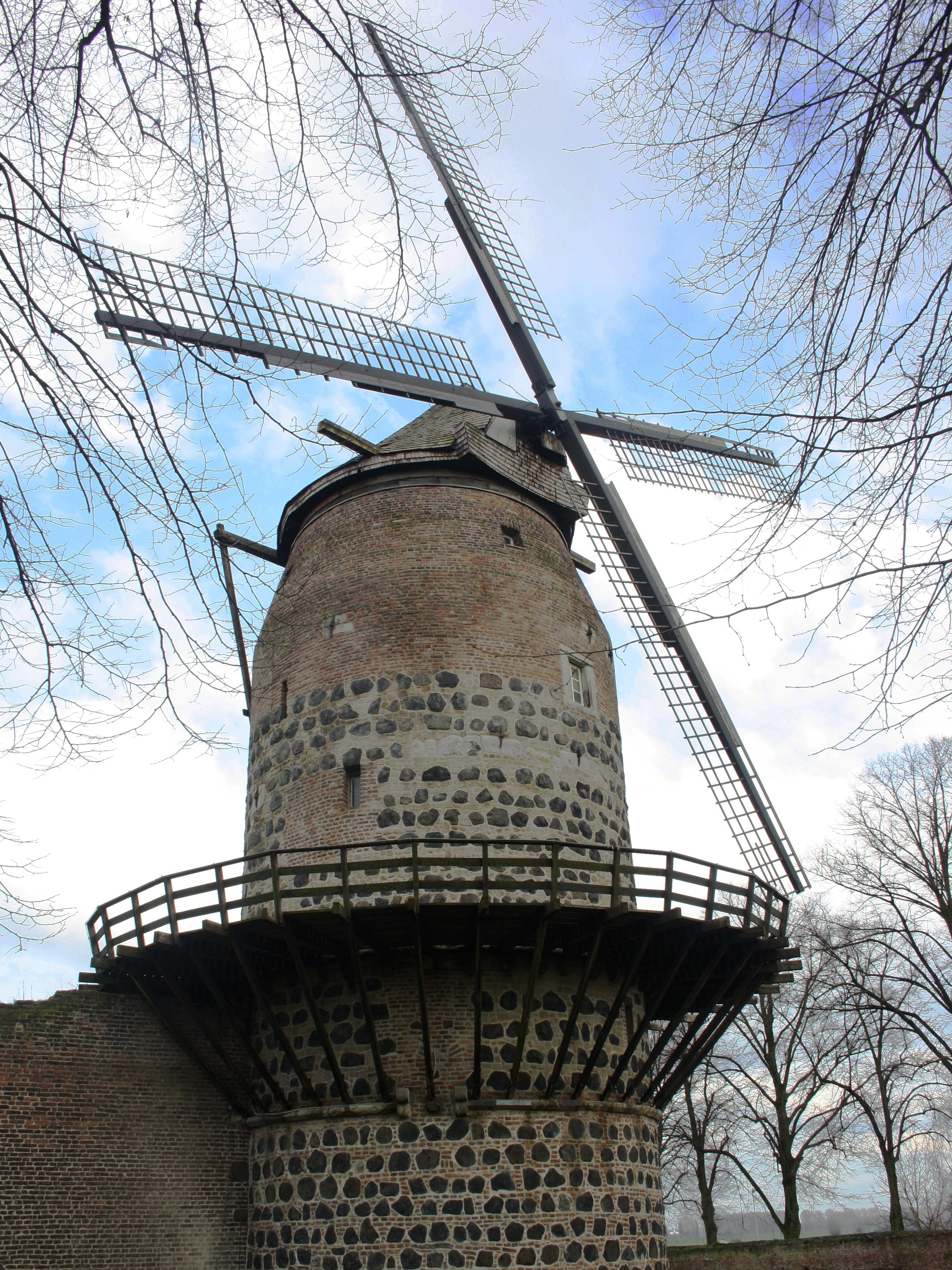
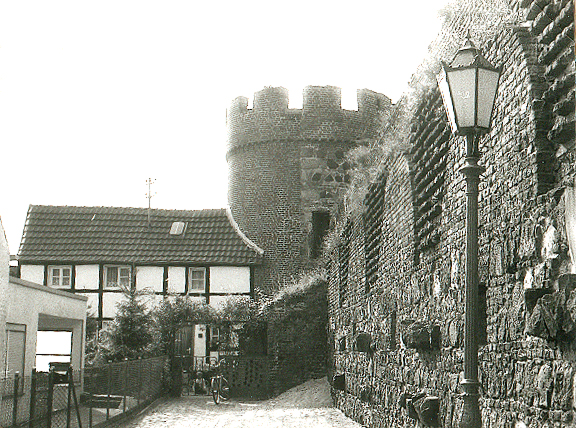
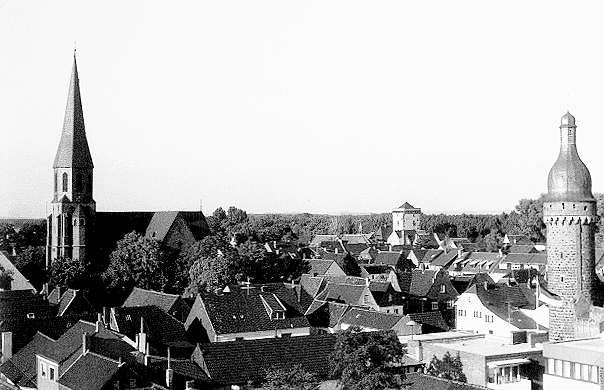

## Nevezetességek
- Vár
- Kolostor